# Port lotniczy Ati
Port lotniczy Ati (IATA: ATV, ICAO: FTTI) – port lotniczy położony w Ati, w Regionie Batha, w Czadzie.